# Franz Schwechten

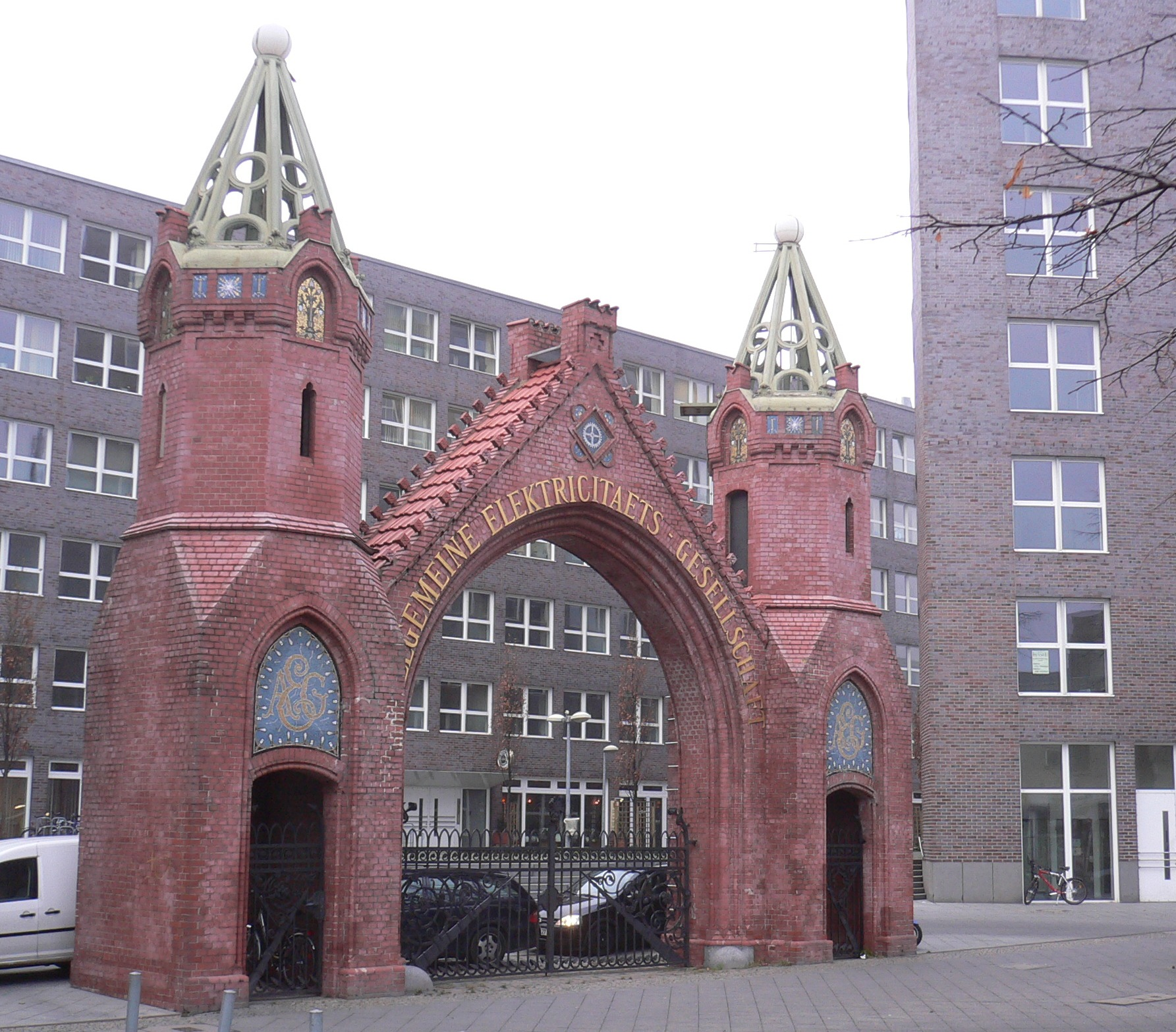
Port till företaget AEG i Berlin av Franz Schwechten

Franz Heinrich Schwechten, född 12 augusti 1841 i Köln, död 11 augusti 1924 i Berlin, var en arkitekt.
Schwechten var lärjunge till Friedrich August Stüler och Martin Gropius, preussiskt Baurat och senator vid Konstakademien i Berlin. Han utförde flera bangårdar och andra järnvägsbyggnader, kyrkor och andra monumentala byggnader, bland dem Kaiser-Wilhelm-Gedächtniskirche (1891-1895) i Berlin.

## Verk
- 1888–1890: Apparatefabrik für die AEG i Gesundbrunnen i Berlin
- 1891: Schultheiss-Brauerei i Prenzlauer Berg, Schönhauser Allee i Berlin (idag Kulturbrauerei)
- 1893: Bostadshus för Richard Roesicke (Generaldirektör för Schultheiss-Brauerei AG)  i Potsdam
- 1893–1897: Slott Tyszkiewicz i Palanga, Litauen
- 1896–1897: Tor 1, AEG i Gesundbrunnen i Berlin
- 1905–1910: Residensslottet i Poznań
- 1876–1880: Anhalter Bahnhof in Berlin-Kreuzberg
- 1888–1889: Philharmonie i Berlin-Kreuzberg
- 1891–1895: Kaiser-Wilhelm-Gedächtniskirche i Berlin